# LT&SR Brake Third 21
Die zweiachsigen Abteilwagen der 3. Klasse mit Gepäck- und Zugführerabteil (im Englischen mit Brake Third bezeichnet) nach Musterblatt 21 der britischen London, Tilbury and Southend Railway (LT&SR) wurden ab 1883 gebaut. 

## Geschichte
Zwischen 1883 und 1891 ließ die LT&SR bei der Metropolitan Railway Carriage and Wagon Company 25 Abteilwagen der 3. Klasse mit Gepäck- und Zugführerabteil bauen. Letztere waren mittig angeordnet und an den Wagenenden befand sich jeweils ein 3. Klasse-Abteil.
Mit der Übernahme der LT&SR durch die Midland Railway (MR) 1912 gingen die zu diesem Zeitpunkt noch vorhandenen 20 Wagen an die MR über und wurden dort neu nummeriert. Aus unbekannten Gründen waren die Nummern zwar fortlaufend von 4346 bis 4365, aber die Nummer 4350 wurden nicht vergeben. Dafür bekam ein Wagen die Nummer 3892. Die Wagen wurden noch vor dem Zusammenschluss der MR mit anderen Gesellschaften 1923 zur London, Midland and Scottish Railway (LMS) außer Dienst gestellt und verschrottet.

## Lackierung und Beschriftung
Die Wagenkästen bestanden, wie bei allen Personenwagen der LT&SR, aus klarlackiertem Teakholz und hatten goldfarbene Zierlinien und Beschriftungen mit rotem Schatten. Die Dächer waren hellgrau, Fahrgestelle und alle anderen Metallteile wurden schwarz lackiert. Bei Wagen mit Zugführer- und Gepäckabteil bekamen die Stirnseiten einen zinnoberroten Anstrich.